# Гуевехар
Гуевехар (на испански: Güevéjar) е населено място и община в Испания. Намира се в провинция Гранада, в състава на автономната област Андалусия. Общината влиза в състава на района (комарка) Вега де Гранада. Заема площ от 11 km². Населението му е 2455 души (по данни от 2010 г.).